# Trương Loan
Trương Loan (chữ Hán giản thể: 张湾区) là một quận thuộc địa cấp thị Thập Yển, tỉnh Hồ Bắc, Cộng hòa Nhân dân Trung Hoa. Quận này có diện tích 652 kilômét vuông, dân số năm 2004 là 320.000 người. Về mặt hành chính, quận này được chia thành 4 nhai đạo, 2 trấn và 2 hương.
- Nhai đạo: Hán Giang Lộ, Xa Thành Lộ, Hồng Vệ, Hoa Quả.
- Trấn: Hoàng Long, Bách Lâm.
- Hương: Tây Câu, Phương Than.